# Lupinjak
Lupinjak je naselje u Republici Hrvatskoj, u sastavu Općine Hum na Sutli, Krapinsko-zagorska županija. 
Ime naselja Lupinjak toponim je iz predslavenskog doba, od latinskog lupus = vuk. Pohrvačeno ovo ime bi glasilo Vučjak. 
Lupinjak pripada Župi Blažene Djevice Marije Taborsko. 

## Stanovništvo
Prema popisu stanovništva iz 2001. godine, naselje je imalo 376 stanovnika te 128 obiteljskih kućanstava.
| broj stanovnika | 254   | 294   | 339   | 346   | 357   | 409   | 424   | 451   | 497   | 495   | 454   | 444   | 418   | 401   | 376   | 366   | 343   |
|                 | 1857. | 1869. | 1880. | 1890. | 1900. | 1910. | 1921. | 1931. | 1948. | 1953. | 1961. | 1971. | 1981. | 1991. | 2001. | 2011. | 2021. |

## Sakralni spomenici
U Lupinjaku je 2001 godine sagrađena kapela bl. Alojzija Stepinca, uz pomoć župljana, župe i donatora.
Misa se služi svake prve nedjelje u mjesecu.

## Obrazovanje
U Lupinjaku se nalazi Osnovna škola Viktora Kovačića, tj. područna škola V. Kovačića - Lupinjak.